# IMOCA

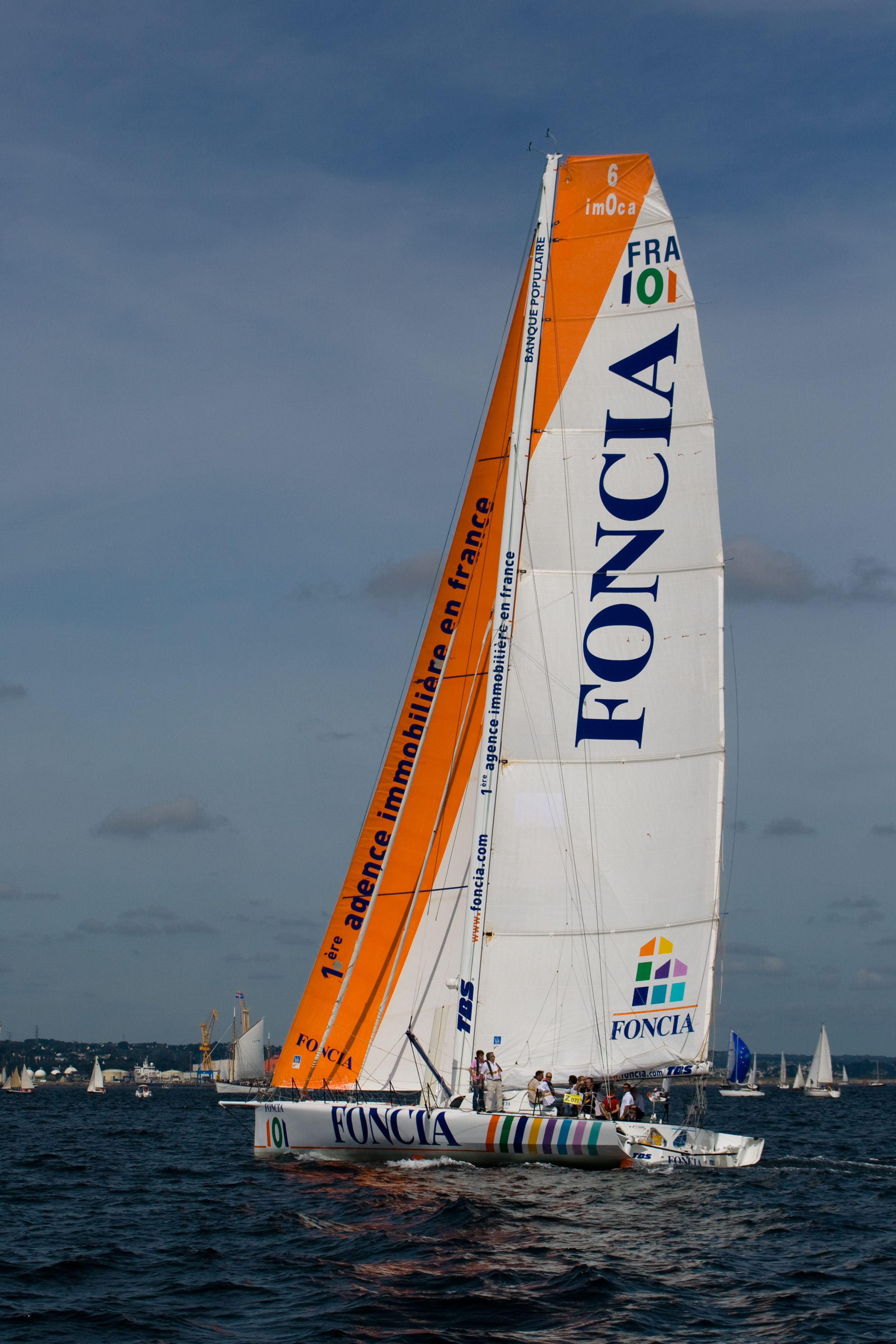
Monocasco de la clase Open 60.

El Ropeye en Ystad. 2017.

IMOCA (International Monohull Open Class Association) es la organización que regula las regatas y las reglas de las embarcaciones a vela IMOCA Open 50 e IMOCA Open 60. Fue fundada en 1991 y reconocida por la Federación Internacional de Vela (ISAF) en 1998. 
El diseño de los IMOCA es "open", es decir que no limita sus yates a unos estrictos planos de construcción sino que permite cualquier diseño que cumpla los requisitos de eslora, estabilidad y seguridad exigidos por la clase para cada categoría. Fundamentalmente se trata de una clase de monocascos de altas prestaciones diseñados para regatas. 

## Historia
La clase se creó tras la primera regata Vendée Globe con el fin de regular y normalizar las reglas de construcción de los veleros monocasco de 60 pies. Sus miembros fundadores fueron Isabelle Autissier, Christophe Auguin, Alain Gautier y Jean-Luc Van Den Heede.
Actualmente es la clase elegida en competiciones tan importantes como la Regata 5 Océanos, la Vendée Globe, la Barcelona World Race o la Ruta del Ron. 
La clase también celebra su propio campeonato del mundo con el fin de fomentar su popularidad.

## Circuito de regatas IMOCA
- Calais Round Britain Race
- Rolex Fastnet Race
- Transat Jacques-Vabre
- Barcelona World Race
- Transat B to B
- The Artemis Transat
- Ruta del Ron
- Vendée Globe

## IMOCA Open 60
El IMOCA Open 60 ha de cumplir, entre otros, los siguientes requisitos: 
- Barco monocasco de 60 pies de eslora como máximo y longitud total máxima de 66 pies.
- calado máximo 4,50 metros;
- debe tener cinco compartimentos estancos;
- debe tener como máximo cinco apéndices (en general quilla basculante, timones y orzas asimétricas) están autorizadas;
- calado aéreo de 29 metros como máximo.

- Datos: Q736592
- Multimedia: Open 60' / Q736592